# Batten Kill
Batten Kill bądź Battenkill lub Battenkill River – rzeka w Stanach Zjednoczonych, w stanach Vermont oraz Nowy Jork. Długość rzeki wynosi 95,6 km, powierzchnia zlewni zaś – 1050 km². Rzeka swój początek bierze w stanie Vermont, w miejscowości Dorset, a kończy uchodząc do rzeki Hudson w stanie Nowy Jork, w miejscowości Easton.
Rzeka jest znanym punktem wędkarskim, występuje tam duża populacja pstrąga.
Lokalne plemiona Indian nazywały rzekę Dionoondehowee bądź Ondawa.

## Dopływy

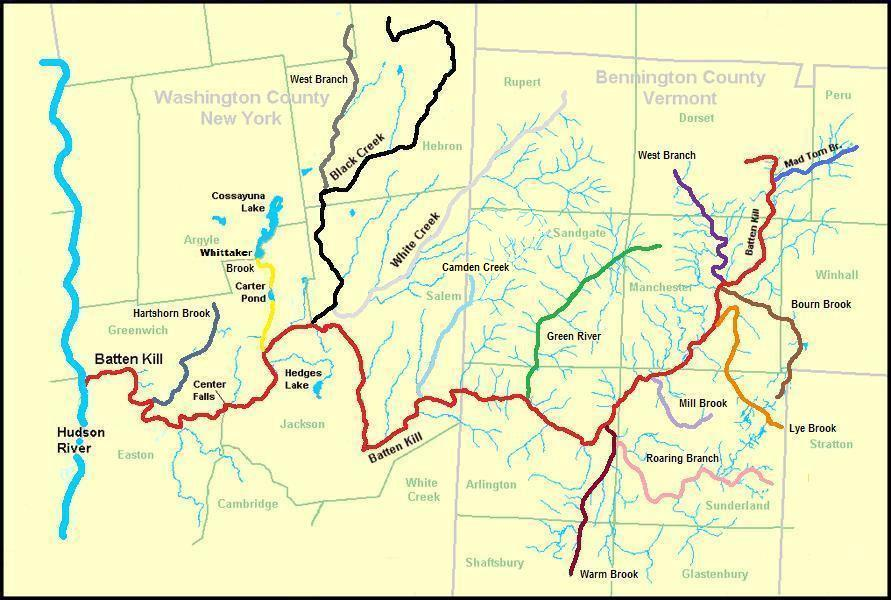
Zlewnia rzeki

- Mad Tam Brook
- Bourn Brook
- Lye Brook
- Mill Brook
- Warm Brook
- Green River
- Camden Creek
- Black Creek
- Whittaker Brook
- Hartshorn Brook[4]